# Stazione di Terai
La stazione di Terai (寺井駅?, Terai-eki) è una fermata ferroviaria della città di Nomi, nella prefettura di Ishikawa in Giappone. La stazione è gestita dalla JR West e serve la linea principale Hokuriku. Fino agli anni '70, la stazione offriva anche interscambio con la linea Nomi delle ferrovie dell'Hokuriku, a oggi dismessa.

## Linee
JR West
■ Linea principale Hokuriku

## Struttura
La stazione è costituita da un marciapiede a isola con due binari passanti, collegati al fabbricato viaggiatori da sottopassaggi. La stazione possiede una biglietteria automatica e presenziata, servizi igienici e sala d'attesa.
| 1 | ■ Linea principale Hokuriku | per Komatsu, Fukui e Tsuruga |
| 2 | ■ Linea principale Hokuriku | per Kanazawa e Toyama        |

## Stazioni adiacenti
| 《                        | Servizio                  | 》                        |
| Linea principale Hokuriku | Linea principale Hokuriku | Linea principale Hokuriku |
| ------------------------- | ------------------------- | ------------------------- |
| Meihō                     | Locale                    | Komaiko                   |